# Les filles, personne s'en méfie
Pour plus de détails, voir Fiche technique et Distribution.
Les filles, personne s'en méfie est un film français réalisé par Charlotte Silvera, sorti en 2002.

## Fiche technique
- Titre : Les filles, personne s'en méfie
- Réalisation : Charlotte Silvera
- Scénario : Richard Morgiève et Charlotte Silvera
- Musique : Jean-Marie Sénia
- Montage : Marie Castro
- Son : Alain Villeval
- Société de production : Louise Productions
- Pays de production :  France
- Durée : 95 minutes
- Date de sortie :
  - France : 8 avril 2002 (Festival de Paris) ; 6 août 2003 (sortie nationale)

## Distribution
- Thylda Barès : Judith
- Nora Rotman : Nora
- Roland Bertin : le marinier
- Jean-Claude Brialy : le projectionniste
- Alexandra Stewart : la cliente
- Jérôme Deschamps : le réalisateur
- Julie Delarme : Patricia
- Agnès Soral : la monteuse
- Dominique Besnehard : le producteur
- Raphaël Mezrahi : l'acteur
- Helena Noguerra : l'actrice
- Georges Corraface : le pompier
- Françoise Michaud : l'assistante réalisatrice